# Plutonesthes atricollis
Plutonesthes atricollis är en skalbaggsart som beskrevs av Maurice Pic 1943. Plutonesthes atricollis ingår i släktet Plutonesthes och familjen långhorningar. Inga underarter finns listade i Catalogue of Life.